# Bayerische Botanische Gesellschaft
Die Bayerische Botanische Gesellschaft zur Erforschung der heimischen Flora (BBG) wurde 1890 gegründet zur Förderung von Wissenschaft und Forschung, der Volks- und Berufsbildung sowie des Umwelt- und Landschaftsschutzes insbesondere durch die planmäßige, wissenschaftliche Erforschung der gesamten Pflanzenwelt Bayerns unter Berücksichtigung der Pflanzenwelt der Nachbarländer, der Pflege der Floristik, Systematik, Pflanzengeographie, der Florengeschichte und des Naturschutzes.

## Aufgaben
Die Gesellschaft ist Herausgeber der online zugänglichen Berichte der Bayerischen Botanischen Gesellschaft. Die Zeitschrift veröffentlicht originale Wissenschaftsartikel aus Bayern in den Bereichen Botanik, Taxonomie, Pflanzengeographie, Vegetationsökologie und Mykologie.
Zu den Kernprojekten der Gesellschaft zählen die Initiative Flora von Bayern und die Flora von München. Dafür wird eine Homepage mit Steckbriefen der bayerischen Pflanzenarten gepflegt. Einen Schritt auf dieses Ziel bildete die Ende 2014 erschienene Kommentierte Artenliste der Farn- und Blütenpflanzen Bayerns. Vorarbeiten zu einer neuen Flora von Bayern von Wolfgang Lippert und Lenz Meierott, genau 100 Jahre nach der letzten vollständigen Bestandsaufnahme durch Franz Vollmann 1914. Die Anfänge der floristischen Kartierung Bayerns liegen im 16. Jahrhundert und eine erste Flora für Altbayern und Oberpfalz wurde von Franz von Paula Schrank 1789 als „Baierische Flora“ mit 1350 Arten veröffentlicht.
Die BBG hat eine Bibliothek von 18.000 Bänden aufgebaut. Diese sind als Dauerleihgabe integriert in die Bibliothek der der Botanischen Staatssammlung München und den Beständen des ehemaligen Instituts für systematische Botanik der Universität München. Das Versenden der Berichtsbände zu Tauschpartnern im In- und Ausland wie auch deren Digitalisierung erfolgt durch die Botanische Staatssammlung München, basierend auf der Grundlage eines Kooperationsvertrages von 1934.

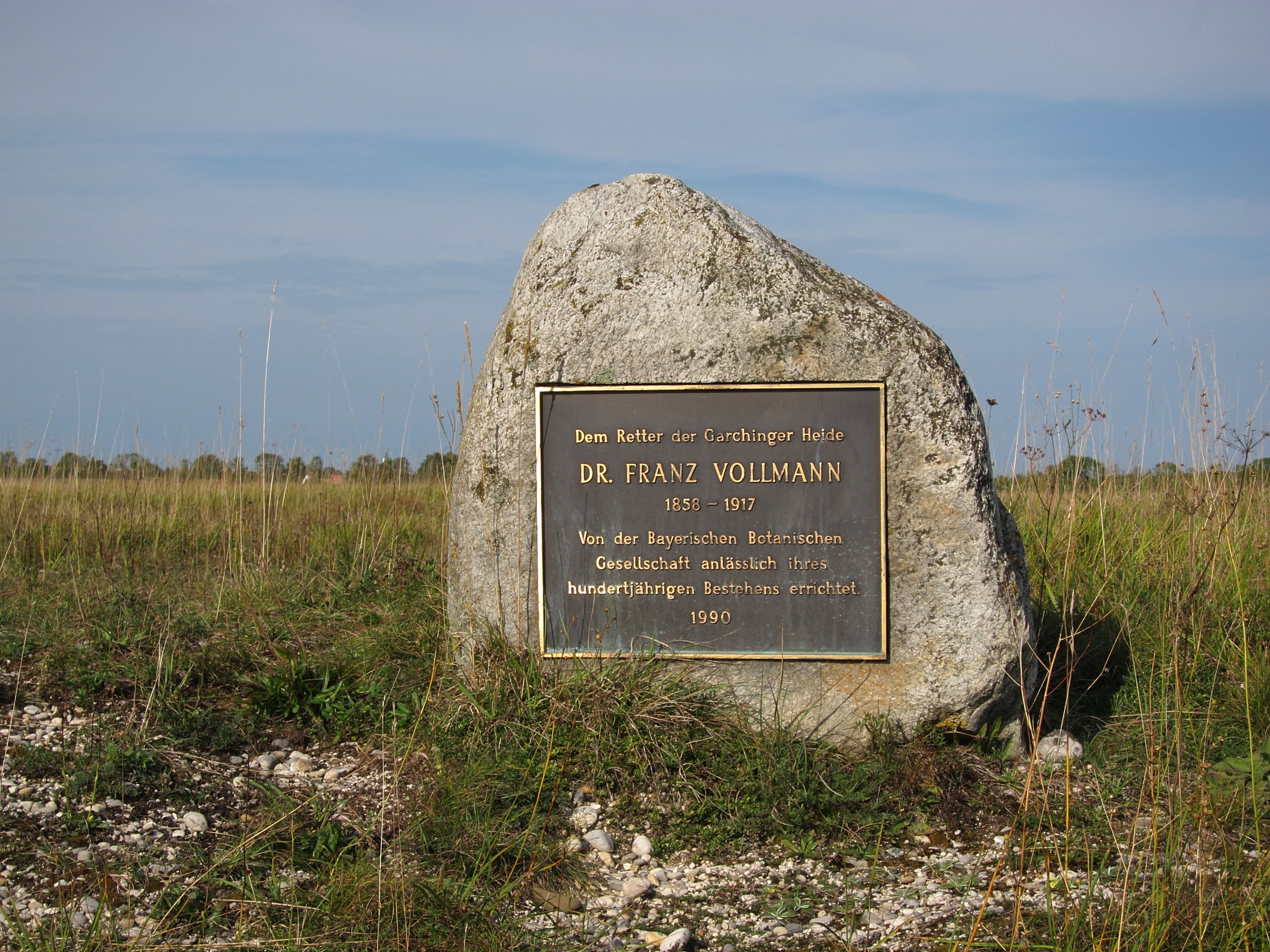
Gedenkstein in der Garchinger Heide zu Franz Vollmann der als Vorsitzender der BBG den Kauf und Schutz der Garchinger Heide organisierte.

Das Herbar der Gesellschaft umfasst rund 250.000 Belege und ist in die Herbarien der Ludwig-Maximilians-Universität München und der Botanischen Staatssammlung München integriert, die sich in München-Nymphenburg, Menzinger Straße 67, befindet.
Die Gesellschaft betreibt Naturschutz u. a. indem sie ihre Grundstücke pflegt oder dem Naturschutz zur Verfügung stellt. Das bekannteste dieser Gebiete ist die Garchinger Heide, von der größere Teile gekauft wurden (25,6 ha). Außerdem gehören der Gesellschaft der Lochhauser Sandberg (0,4 ha), der heute im Gewerbegebiet von Gröbenzell liegt, die Schaifele-Wiese am Westufer des Staffelsees, eine 1,2 ha große Feuchtwiese und das Naturdenkmal Kissinger Bahngruben (0,7 ha) südlich von Augsburg mit Resten der ehemals verbreiteten Heidevegetation auf den Kiesschottern des Lechfelds gehört der BBG. Der floristische Reichtum dieser Gebiete führte weiter zu Neufunden, etwa am Lochhauser Sandberg.
Die Gesellschaft veranstaltet im Sommer botanische Exkursionen und im Winter eine Vortragsreihe.

## Geschichte
Die Gesellschaft wurde gegründet um explizit die bayerische Flora zu erforschen und Veröffentlichungen dazu zu ermöglichen. 1909 wurde die Pflege des Naturschutzes in das Programm der Gesellschaft aufgenommen und man wirkte auf die Ausweisung von Schutzgebieten hin (z. B. Paterzeller Eibenwald, Moore des Bayerischen Waldes (Arbersee-Moor, Moor bei Riedlhütte, am Spitzberg, am Lusen usw.), Höllbachgspreng am Großen Falkenstein, Bärensee bei Niederaschau, Brandenberger Moos bei Bernried) und kaufte Grundstücke mit besonderen Pflanzenbeständen. Zwischen 1908 und 1914 wurden 22,8 ha der Garchinger Heide gekauft und später nochmal 4,1 ha. 1943 wurde der Lochhauser Sandberg bei Gröbenzell gekauft, 1960 die Schaifele-Wiese am Staffelsee und 1974 die Kissinger Bahngruben bei Augsburg.
Die Vorgänger des aktuellen Vorsitzenden Andreas Fleischmann, waren J.E. Weiß (1890–1896), Georg Holzner (1896–1902), Franz Vollmann (1902–?), Gustav Hegi, H. Paul, Fritz von Wettstein, Karl von Schoenau (1926–?), Ernst Hepp (1935–1952), Hermann Merxmüller (1952–1958, Ehrenvorsitzender), J. Poelt, Hans Kugler, Andreas Bresinsky, Paul Seibert (1974–1979). Außerdem waren Wolfgang Lippert (1980–2005) und Susanne S. Renner (2011–2020) Vorsitzende.
Bekannte Mitglieder waren oder sind Ferdinand Arnold, Hermann Fischer, Otto Kandler, Otto Ludwig Lange, Wilhelm Schacht und Peter Schönfelder.